# Loser (låt)
Loser är en låt av den amerikanske musikern Beck. Låten släpptes som den första singeln från albumet Mellow Gold.
Texten i låten är en surrealistisk lek med ord.
1998 gav sverigefinske artisten Markoolio låten svensk text och titeln "Åka pendeltåg".